# Mispilodes
Mispilodes is een kevergeslacht uit de familie van de boktorren (Cerambycidae). De wetenschappelijke naam van het geslacht werd voor het eerst geldig gepubliceerd in 1938 door Breuning.

## Soorten
Mispilodes omvat de volgende soorten:
- Mispilodes albostictica Breuning, 1966
- Mispilodes albovittata Breuning, 1966
- Mispilodes andamanica Breuning, 1969
- Mispilodes borneensis Breuning, 1938
- Mispilodes griseomarmorata Breuning, 1966
- Mispilodes grisescens Breuning, 1940